# Коптівщина
Ко́птівщина — село в Україні, в Коростенському районі (до 2020-го в Овруцькому районі) Житомирської області. Населення становить 291 осіб.

## Історія
Згадане у 1678 році, як власність місцевих шляхтичів Флоріана та Казимира Прушинських («Книга Овруцького замкового уряду 1768 року», акт № 2, с.32)
У 1923—59 роках — адміністративний центр Коптівщинської сільської ради Овруцького району.